# Barnabité
Barnabité (latinsky Congregatio Clericorum Regularium S. Pauli, nebo Clerici regulares S. Pauli decollati, zvaní také paulisté zkr: B, nebo CRSP) jsou řeholní řád kleriků vycházejících z paulinského učení. Řád byl založen v roce 1530 v Miláně. Jeho zakladateli byli sv. Antonín Maria Zaccaria, Bartoloměj Ferrari a Jakub Morigia. Roku 1533 byl tento řád potvrzen Apoštolskou stolicí. Řeholníci se řídí řeholí, kterou sestavil sv. Antonín Maria Zaccaria.

## Dějiny řádu
Původní společenství se nazývalo Clerici S. Pauli decollati (Klerikové stětí sv. Pavla) a sídlilo u kostela sv. Pavla při Pavijské bráně v Miláně. Toto nové společenství schválil 18. února 1533 papež Klement VII. jako kongregaci pod jurisdikcí arcibiskupa milánského. 28. července 1535 potvrdil tuto kongregaci také papež Pavel III. pod jménem Clerici Regulares Sancti Pauli, povolil členům skládat slavné sliby a podřídil je Svatému stolci. V roce 1538 přesídlila kongregace do starého kláštera a chrámu sv. Barnabáše u milánských městských hradeb. Podle patrona tohoto chrámu začali být nazýváni barnabité. Papež Julius III. vydal v roce 1550 dvě buly, jimiž přeměnil kongregaci na řád a potvrdil a rozšířil jeho privilegia.
Barnabité zahájili své působení v Lombardii a v Benátsku a získali si svým životem i postoji řadu příznivců. Mezi nimi zaujímali přední místa kazatel a pavijský biskup Alexandr Sauli a jeho žák Karel Boromejský, František Bianchi a František Saleský, který uvedl řád do Francie.

## Řád v českých zemích
V českých zemích působila pouze jediná kolej, která byla zřízena na pomoc rekatolizaci Prahy roku 1627 při kostele sv. Benedikta na Hradčanech císařem Ferdinandem II. Tato kolej byla zrušena v roce 1786. Krátce před pražskou kolejí vznikla roku 1625 kolej u sv. Michala ve Vídni, odkud přišli někteří klerikové do Prahy.

## Spiritualita a zaměření
Základním úkolem řádu barnabitů je práce na obnově římskokatolické konfese křesťanského života v rodinách, na prohloubení náboženského života ve farnostech a v počátcích činnosti i při nápravě kněžských mravů. Prostředky k dosažení těchto cílů byly lidové misie, systematická kazatelská činnost a výchova a vzdělávání mládeže prostřednictvím katecheze. Členové řádu si rovněž kladou za cíl rozněcovat lásku ke službám Božím a vést Boží lid k ochotnému přijímání svátostí. V 18. století se barnabité obrátili také k zámořským misiím.

## Zvláštnosti řádu
Zvláštností barnabitů je zanícení pro pečlivé studium a výklad Epištol sv. Pavla. Další odlišností řádu je skládání 4. slibu, jimž se řeholní klerikové zavazují, že nebudou sami usilovat o žádný církevní úřad či důstojenství, které přijmou jedině na výzvu nebo příkaz Svatého stolce.

## Struktura řádu
V čele řádu stojí generální probošt, který je volen generální kapitulou na tři roky a může být zvolen maximálně dvakrát po sobě. Sídlí v Římě. Představeným každého řeholního domu, tzv. koleje, je probošt. Kontrolu vykonávají vizitátoři dvakrát ročně. Klerikové užívají řádové jméno s titulem Don. V roce 1990 měl řád ve světě 71 domů, v nichž žilo 423 řeholníků, z nich 327 kněží.

## Znak
V červeném poli stojí zlatý kříž na zlatém trojvrší a po stranách jsou zlatá písmena P. A., která znamenají "Paulus Apostolus".

## Řeholní oděv
Barnabité nosí běžný černý soukenný talár světských kněží, který se však nezapíná, ale jen překládá a převazuje pásem. V chóru řeholníci užívají rochet.

## Přínos řádu
Barnabité se zapsali do dějin zavedením zvyklosti vyzvánět v pátek a spolu s kapucíny, jezuity a oratoriány se zasloužili o rozšíření čtyřicetihodinové pobožnosti, kdy je po tuto dobu nepřetržitě vystavena k uctívání Nejsvětější Svátost Oltářní.